# Konstantín Kinchev
Konstantín Evgenievich Kinchev (en ruso: Константи́н Евге́ньевич Ки́нчев; 25 de diciembre de 1958 en Moscú) es un cantante, músico y compositor ruso, reconocido por ser el líder, cantante, guitarrista y principal compositor de la icónica banda de rock Alisa, una de las agrupaciones más importantes en el movimiento del rock ruso.

## Biografía

### Inicios
Konstantín Evgenievich Panfilov nació en Moscú en 1958, en ese entonces perteneciente a la Unión Soviética. Tomó el apellido de su abuelo como nombre artístico, Kostya Kinchev. Cuando tenía quince años, escuchó por primera vez la banda británica de heavy metal Black Sabbath, lo que le llevó a coleccionar álbumes de bandas de hard rock de esa época. A mediados de los años 1970, antes de unirse a la banda Alisa, tocó en algunas agrupaciones locales de Moscú. En 1984 Kinchev tomó la decisión de dejar Moscú y mudarse a Leningrado, donde le ofrecieron ser el vocalista de Alisa.

### Alisa
La alineación de la banda se completó finalmente en diciembre de 1984, cuando se unió Kinchev y el guitarrista Petr Samoylov. Su álbum debut, Energia, fue publicado oficialmente por el monopolio estatal de publicación Melodiya, vendiendo más de un millón de copias.
En 1987, el periódico Smena acusó a Kinchev de promover propaganda nazi y de mostrar reverencia a Adolfo Hitler. Kinchev presentó una demanda por calumnia y compensación por pérdida moral. Después de un año de proceso judicial, la revista tuvo que publicar una refutación. El siguiente álbum de Alisa se tituló Artícle 206 Part 2, refiriéndose a un artículo del Código Procesal de la Unión Soviética.

### Conversión al cristianismo
Kinchev fue bautizado en 1992 después de una serie de conciertos en Jerusalén, y desde entonces el cristianismo ha sido la principal influencia en sus letras. Desde finales de los años 1990 sus líricas tratan principalmente del cristianismo, el patriotismo ruso y la unidad eslava. Kinchev, además, tiene buenas relaciones con los sacerdotes de la Iglesia Ortodoxa Rusa. Su cambio religioso-patriótico fue visto de manera desfavorable por algunos fanáticos de la primera época de Alisa. También ha sido acusado en varias oportunidades de profesar el antisemitismo, especialmente en sus presentaciones en vivo.